# L'Instinct du bonheur
L'Instinct du bonheur est un roman d'André Maurois, paru en 1934 chez Grasset, abordant le sujet, encore marginal à l'époque, des naissances hors mariages.

## Résumé
Gaston Romilly, issu d'une famille de producteurs de textile de Pont-de-l'Eure (commune normande fictive où se déroule en partie les romans Bernard Quesnay et Le Cercle de famille d'André Maurois), a épousé contre l'avis de ses parents une modiste, Valentine Gontran, et s'est installée avec elle dans la région natale de celle-ci, le Périgord. Ils y ont acquis le domaine de Preyssac, composé de plusieurs métairies, et ont fait la connaissance de leur voisine, Mme de la Guichardie, vieille aristocrate au fort caractère qui les a pris en affection.
Lorsque leur unique fille Colette, âgée de dix-huit ans, commence à fréquenter le fils d'une riche famille locale, le jeune comte André de Savignac, les époux Romilly sont les seuls à ne pas se réjouir de cette situation dont pourrait découler un mariage particulièrement avantageux : Gaston et Valentine sont en effet les seuls à savoir que leur mariage date de quatre ans après la naissance de leur fille, ce qui relègue donc cette dernière, aux yeux de la bonne société périgourdine, au statut infamant d'enfant naturelle. Grâce à l'intervention de Mme de la Guichardie, ils parviennent néanmoins à convaincre les parents du jeune homme, les austères Xavier et Anne de Savignac, de la nécessité de célébrer cette union.
Quelques mois après, une autre difficulté survient : Valentine, troublée, se rend à nouveau chez leur voisine pour solliciter sa médiation. Elle lui raconte son arrivée à Paris et son entrée dans la carrière de modiste, et lui avoue avoir dû pour lancer son affaire, malgré ses réticences, devenir l'amante d'un riche homme d'affaires lyonnais, Adrien Martin-Bussière. Tombée enceinte peu de temps après avoir commencé sa liaison avec Gaston (sans avoir toutefois de certitude quant à l'identité du père de l'enfant), et ayant éprouvé la joie de ce dernier lorsqu'elle lui annonça qu'elle attendait un enfant, elle ne put se résoudre à lui avouer ses doutes ; en grandissant, il devint cependant évident pour la mère que Colette était la fille de l'homme d'affaires lyonnais, en raison de la délicatesse de ses traits. N'ayant pas eu de véritable contact avec son ancien amant depuis des années, c'est avec surprise que Valentine apprit son décès par le notaire du lieu, ainsi que sa décision de faire de Colette sa légatrice universelle ; ce sont ces événements ainsi que la peur de la réaction de son mari que la pousse à solliciter les conseils de Mme de la Guichardie.
Lors d'un rendez-vous avec Gaston Romilly, cette dernière finit par lui exposer la situation ; celui-ci lui avoue alors être au courant depuis plusieurs années, ayant découvert une lettre anonyme. Attaché à son épouse ainsi qu'à Colette qu'il a élevée, et malgré sa peine, il choisit de ne pas tenir compte de cette confirmation et rentre chez lui, non sans avoir demandé à Mme de la Guichardie de téléphoner à sa femme pour lui expliquer sa volonté de ne pas évoquer ce sujet avec elle, afin de ne pas causer davantage de souffrance. À l'issue de sa promenade, Gaston retrouve Valentine et Colette, et se félicite de ne pas avoir sacrifié par orgueil les deux êtres qui font chaque jour son bonheur.

## Analyse
Le choix de situer l'action de L'Instinct du bonheur dans le département de la Dordogne semble être lié à l'influence de l'épouse de l'auteur, Simone de Caillavet, à qui celui-ci doit la découverte du Périgord et du Limousin (région où se déroule d'ailleurs déjà une partie de son roman Climats).
Nous retrouvons également dans cet ouvrage, comme cela est habituel dans les romans d'André Maurois, des évocations de nombreux autres personnages issus de ses œuvres précédentes : les familles Quesnay et Pascal-Bouchet de Pont-de-l'Eure (Bernard Quesnay), Isabelle de Cheverny et certains membres de la famille Marcenat (Climats), Denise Holmann et sa mère Germaine Guérin (Le Cercle de famille)... De plus, la famille Romilly dont est issue Gaston est déjà mentionnée comme faisant partie de la bonne bourgeoisie de Pont-de-l'Eure dans Bernard Quesnay ou Le Cercle de famille.

## Éditions

### Éditions francophones
- André Maurois, L'Instinct du bonheur, Grasset, Paris, 1934, 236 p.[3]
- André Maurois, L'Instinct du bonheur, bois originaux de Jean Moreau, Ferenczi et fils, Paris, coll. « Le Livre moderne illustré », numéro 263, 1937, 160 p.[4]
- André Maurois, L'Instinct du bonheur, « Les Lettres latines », Bruxelles, 1946[5].
- André Maurois, L'Instinct du bonheur, illustrations de A. B. Simon, Ferenczi et fils, Paris, 1948, 127 p.[6]
- André Maurois, Œuvres complètes : Climats - Le Cercle de famille - L'Instinct du bonheur, t.  II, bois de Louis Jou, Fayard, Paris, 1950, 500 p.[7]
- André Maurois, Romans, avec trente-deux aquarelles de René Génis, Jean Terles, Candido Portinari, Jean-Pierre Péraro et Michel Thompson, Gallimard, Paris, 1961, 1136 p.[8]
- André Maurois, Le Cercle de famille ; L'Instinct du bonheur, Éditions Rencontre, Lausanne, 1969, 415 p.[9]
- André Maurois, Le Cercle de famille ; L'Instinct du bonheur, Édito-service, Genève, 1976, 410 p.[10]
- André Maurois, L'Instinct du bonheur, Le Livre de poche, Paris, 1979, 222 p.[11]
- André Maurois, L'Instinct du bonheur, Association des déficients visuels, Paris, 1987, 264 p.[12]

### Traductions
- André Maurois, A Time for Silence, traduction d’Édith Johannsen, D. Appleton-Century C°, New-York / Hodder et Stoughton, Londres, 1942[5].

## Adaptations
- 1968 : L'Instinct du bonheur, téléfilm d'Edmond Tyborowski, adaptation pour la télévision de Maurice Toesca[13].